# Lars Rüdiger
Lars Rüdiger (Berlim, 17 de abril de 1996) é um saltador alemão, medalhista olímpico.

## Carreira
Rüdiger conquistou a medalha de bronze nos Jogos Olímpicos de Verão de 2020 em Tóquio na prova de trampolim 3 m sincronizado masculino, ao lado de Patrick Hausding, após somarem 404.73 pontos.